# كأس ولي العهد السعودي
بطولة كأس ولي العهد هي البطولة الكروية (الثانية بعد دوري كاس الملك قبل فصل بطولة الدوري عن كاس الملك) و الثالثة بعد فصلهما وحتى الغائها بـالمملكة العربية السعودية، وهي تعد أعرق وأقدم وأول بطولة كأس في تاريخ كرة القدم السعودية انطلقت عام 1377 هـ بالتقويم الهجري وعام 1957 بالتقويم الميلادي وتعد البطولة الأكبر من حيث عدد الأندية المشاركة فيها من كل الدرجات فيشارك في هذه البطولة جميع الأندية الرياضية الـ 157 المعترف بها من قبل الإتحاد السعودي لكرة القدم من فرق المحترفين والهواة، حتى عام 2013 عندما اقتصرت المشاركة على أندية المحترفين فقط، في 19 سبتمبر 2017 أعلن تركي آل الشيخ رئيس الهيئة العامة للرياضة السعودية عن إلغاء بطولة كأس ولي العهد.
• قائمة أبطال كأس ولي العهد من عام 1957 و أُلغيت في عام 2017 :
| - 1957: نادي الأهلي - 1958: الاتحاد - 1959: الاتحاد - 1960: الوحدة - 1961: النصر - 1962: النصر - 1963: الاتحاد - 1964: الهلال - 1965: الاتفاق - 1967: النصر - 1968: النصر - 1969: النصر - 1970: الأهلي - 1971: النصر - 1972: النصر - 1973: النصر | - 1974: النصر - 1975: النصر - 1976-1990 لم تقم - 1991: الاتحاد - 1992: القادسية - 1993: الشباب - 1994: الرياض - 1995: الهلال - 1996: الشباب - 1997: الاتحاد - 1998: الأهلي - 1999: الشباب - 2000: الهلال - 2001: الاتحاد - 2002: الأهلي - 2003: الهلال | - 2004: الاتحاد - 2005: الهلال - 2006: الهلال - 2007: الأهلي - 2008: الهلال - 2009: الهلال - 2010: الهلال - 2011: الهلال - 2012: الهلال - 2013: الهلال - 2014:النصر - 2015:الأهلي - 2016 : الهلال - 2017: الاتحاد |

## التاريخ
مرَت البطولة بعدة مراحل يمكن تلخيصها فيما يلي:
لعبت خمس نسخ منها بين منتخبات المناطق ولم تكن على مستوى الأندية، وذلك في أعوام 1381هـ/1961 مـ - 1382هـ/1962مـ - 1387هـ/1967 مـ - 1388هـ/1968 مـ - 1389هـ/1969 مـ
لم تقم البطولة عامي 1366هـ/1966مـ و1391هـ/1971مـ
توقفت البطولة منذ عام 1394هـ/1974 مـ وعادت مرة أخرى عام 1411هـ/1991 مـ بعد توقف دام لمدة 15 موسم.
في موسم 2013 - 2014 أصبحت البطولة مخصصة للفرق المحترفة التي تلعب في الدوريات المحترفة مثل دوري جميل السعودي ودوري ركاء السعودي فقط، وأصبحت بمسمى كأس ولي العهد السعودي للمحترفين، أما بطولة الكأس الأخرى وهي كأس خادم الحرمين الشريفين فأصبحت مخصصة للأندية المحترفة وللأندية الهاوية التي تلعب في دوري الدرجة الثانية السعودي أو في دورة الصعود «دوري الدرجة الثالثة» أو في دوريات المناطق «دوري الدرجة الرابعة» وتلعب عن طريق التصفيات أولا ً والأندية المتأهلة تشارك في دور الـ 32 .

## الإلغاء
في 19 سبتمبر 2017 أعلن تركي آل الشيخ رئيس الهيئة العامة للرياضة السعودية عن إلغاء بطولة كأس ولي العهد وعدم استكمال مجريات البطولة لموسم 2018. وقرر الاتحاد السعودي إطلاق مسمى كأس ولي العهد السعودي على كأس السوبر التي تجمع بين بطلي الدوري وكأس الملك وإقامة البطولة بدءًا من موسم 2018-19.

## سجل الأبطال
| - 1957: نادي الأهلي - 1958: الاتحاد - 1959: الاتحاد - 1960: الوحدة - 1961: منتخب الغربية - 1962: منتخب الشرقية - 1963: الاتحاد - 1964: الهلال - 1965: الاتفاق - 1967: منتخب الغربية - 1968: منتخب الغربية - 1969: منتخب الوسطى - 1970: الأهلي - 1972-1971: لم تقم - 1973: النصر | - 1974: النصر - 1990-1975: لم تقم - 1991: الاتحاد - 1992: القادسية - 1993: الشباب - 1994: الرياض - 1995: الهلال - 1996: الشباب - 1997: الاتحاد - 1998: الأهلي - 1999: الشباب - 2000: الهلال - 2001: الاتحاد - 2002: الأهلي - 2003: الهلال | - 2004: الاتحاد - 2005: الهلال - 2006: الهلال - 2007: الأهلي - 2008: الهلال - 2009: الهلال - 2010: الهلال - 2011: الهلال - 2012: الهلال - 2013: الهلال - 2014:النصر - 2015:الأهلي - 2016 : الهلال - 2017: الاتحاد |

• قائمة أبطال كأس ولي العهد من عام 1957 و أُلغيت في عام 2017 :
| - 1957: نادي الأهلي - 1958: الاتحاد - 1959: الاتحاد - 1960: الوحدة - 1961: النصر - 1962: النصر - 1963: الاتحاد - 1964: الهلال - 1965: الاتفاق - 1967: النصر - 1968: النصر - 1969: النصر - 1970: الأهلي - 1971: النصر - 1972: النصر - 1973: النصر | - 1974: النصر - 1975: النصر - 1976-1990 لم تقم - 1991: الاتحاد - 1992: القادسية - 1993: الشباب - 1994: الرياض - 1995: الهلال - 1996: الشباب - 1997: الاتحاد - 1998: الأهلي - 1999: الشباب - 2000: الهلال - 2001: الاتحاد - 2002: الأهلي - 2003: الهلال | - 2004: الاتحاد - 2005: الهلال - 2006: الهلال - 2007: الأهلي - 2008: الهلال - 2009: الهلال - 2010: الهلال - 2011: الهلال - 2012: الهلال - 2013: الهلال - 2014:النصر - 2015:الأهلي - 2016 : الهلال - 2017: الاتحاد |

## ترتيب الأندية من حيث الأداء
| الترتيب | النادي   | عدد مرات الفوز | مواسم الفوز بالكأس                                                            | الوصيف |
| ------- | -------- | -------------- | ----------------------------------------------------------------------------- | ------ |
| 1       | الهلال   | 13             | 1964, 1995, 2000, 2003, 2005, 2006, 2008, 2009, 2010, 2011, 2012, 2013 , 2016 | 4      |
| 2       | الاتحاد  | 8              | 1958، 1959، 1963، 1991، 1997، 2001، 2004، 2017                                | 4      |
| 3       | الأهلي   | 6              | 1957, 1970, 1998, 2002, 2007, 2015                                            | 7      |
| 4       | الشباب   | 3              | 1993, 1996, 1999                                                              | 4      |
| 5       | النصر    | 3              | 1973, 1974 , 2014                                                             | 4      |
| 6       | الاتفاق  | 1              | 1965                                                                          | 3      |
| 7       | الوحدة   | 1              | 1960                                                                          | 1      |
| 8       | الرياض   | 1              | 1994                                                                          | 2      |
| 9       | القادسية | 1              | 1992                                                                          | 1      |

## وصلات خارجية
- Current Crown Prince Cup tournament results at Soccerway
- Saudi Arabia Football Federation (بالعربية)
- Saudi Crown Prince Cup - Hailoosport.com (Arabic)
- Saudi Crown Prince Cup - Hailoosport.com